# Chiesa di San Giulio (Crodo)
La chiesa di San Giulio è un edificio religioso situato a Cravegna, frazione di Crodo, in provincia del Verbano-Cusio-Ossola. Si trova nel territorio della diocesi di Novara e fa parte dell'unità pastorale di Domodossola.
La chiesa si trova nella parte meridionale del centro abitato situato sulla costa del monte Cistella, vi si arriva percorrendo un viale alberato. Dietro la chiesa si trova il cimitero di Cravegna. La chiesa e il cimitero sono citati in un documento del 1291.
Accanto alla chiesa è situato l'oratorio di San Giovanni Battista, risalente al XVII secolo. Alla destra del sagrato si trova un ossario del XVII secolo, cui rimangono le mura e il tetto.

## Storia
Secondo la Vita di San Giulio del canonico Antonio Maria Bonino, pubblicata nel 1721, la chiesa di Cravegna fu la prima chiesa edificata in Ossola delle cento chiese che i santi Santi Giulio e Giuliano costruirono complessivamente nell'area del Cusio e dell'Ossola. I due si recarono successivamente a Santa Maria Maggiore in Val Vigezzo dove eressero la Chiesa di Santa Maria Assunta. Questa versione venne messa in discussione da successive biografie dei due santi e anche dal fatto che la chiesa di Santa Maria Maggiore è sempre stata definita chiesa matrice dell'Ossola.
Tralasciando la leggenda, certo è che l'insediamento di Cravegna ha origini antiche e che è presumibile il passaggio dei primi evangelizzatori costruttori di chiese e cappelle, l'edificio originale aveva probabilmente una titolazione diversa della quale si sono perse le tracce, la presenza di un altare dedicato a San Pietro e il culto locale intorno al santo potrebbero far presumere che la prima dedicazione della chiesa fosse a San Pietro ma di ciò non rimangono prove. 
La dedicazione a San Giulio riguardava probabilmente l'edificio romanico costruito intorno al XI-XII secolo del quale rimangono pochissime tracce. La chiesa romanica era probabilmente orientata in modo diverso rispetto all'attuale nord-sud, ne rimangono alcuni elementi decorativi come i 34 archetti ciechi utilizzati nel timpano della facciata della chiesa attuale edificata nel XVI secolo.

## Descrizione
La facciata ricorda, soprattutto nella parte mediana, quella della vicina Chiesa monumentale di San Gaudenzio a Baceno dalla quale si distingue per la presenza di un piccolo protiro, sull'architrave della porta principale è incisa una data, 1516, contemporanea alla chiesa di Baceno. Del San Cristoforo, opera di Antonio Zanetti, affrescato sulla facciata a sinistra dell'ingresso rimangono poche tracce.
La muratura in serizzo è a blocchi regolari e segue le linee delle tre navate,  nel timpano spiccano tre corsi di archetti ciechi, i due superiori sono sovrastati da una cornice a denti di sega, le due aperture cruciformi, una delle quali murata con pietra più chiara, richiamano la tradizione romanica anche se la datazione della facciata è di molto successiva al periodo romanico, la costruzione venne infatti completata nel 1523.
Tra gli elementi di recupero dell'edificio originario spiccano due protomi nella parasta sinistra che la tradizione vuole essere ritratti di due feudatari dell'epoca, i De Rhodis, finanziatori dell'edificio. Il protiro venne aggiunto nel 1596 a protezione del portale in marmo di Crevola, dello stesso materiale è anche il rosone il cui inserimento successivo ha causato dei danni, mai rimediati, alla muratura.
A sinistra dell'ingresso la muratura è interrotta e la parasta appare ricostruita, sono le tracce dell'antico campanile romanico, di dimensioni modeste venne danneggiato nel 1796 da un fulmine e ne venne decisa la demolizione e la costruzione di un nuovo campanile appena fuori dal sagrato, la costruzione iniziò nel 1771, in una parete si trova un busto di bronzo di papa Innocenzo IX.
L'interno è a tre navate separate colonne in serizzo con archi a sesto acuto, i decori dei soffitti riprendono la vita di papa Innocenzo IX, al secolo Giovanni Antonio Facchinetti, nato a Bologna da una famiglia originaria di Cravegna.
Tra gli affreschi del coro, a sinistra una scena della Passione, nella parete di fondo una Crocifissione e a destra un’altra Crocifissione, di qualità migliore sono gli ornati che inquadrano gli affreschi, a decoro della rosa, delle finestre e dei costoloni della volta a crociera.
Nella parete di destra, sotto la finestra, si trova un'iscrizione, non tutta comprensibile, col nome di un Battista da Legnano al quale vanno attribuiti probabilmente tutti gli affreschi del coro.
Nella navata di sinistra un affresco della Madonna con bambino che un tempo decorava la facciata della chiesa romanica, il dipinto fu protagonista di documentati fatti miracolosi avvenuti nel 1492 e divenne in passato oggetto di devozione e pellegrinaggi.
Di pregio il fonte battesimale in marmo di Crevola datato 1564 e un armadio di legno in sacrestia decorato con motivi nordici.